# Zederik
Zederik (anhörenⓘ) war eine Gemeinde in den Niederlanden, Provinz Utrecht. Entstanden war die Gemeinde am 1. Januar 1986 durch Zusammenfügen von sieben davor unabhängigen Gemeinden. Der größte Ort und Sitz der Gemeindeverwaltung war Meerkerk. Die Gemeinde hatte eine Gesamtfläche von 76,5 km². Ihre Einwohnerzahl betrug am 30. September 2018 13.996. Zum 1. Januar 2019 wurde die Gemeinde (zuvor der Provinz Südholland angehörig) mit Leerdam in der Provinz Südholland und Vianen in der Provinz Utrecht zur neuen Gemeinde Vijfheerenlanden zusammengefügt und gehört seither der Provinz Utrecht an.
Die Gemeinde, die nach einem kleinen Fluss Zederik benannt worden ist, liegt am Südufer des Leks. Sie liegt an der Autobahn A27 Utrecht–Breda (Ausfahrt 25 nach Meerkerk), etwa 25 km südlich von Utrecht. Bahnreisende müssen vom Utrechter Hauptbahnhof aus mit dem Bus weiter reisen. Die Land- und Gartenwirtschaft ist die Haupteinnahmequelle der Bevölkerung. Außerdem gibt es einigen Tourismus und in Meerkerk einiges Kleingewerbe.

## Orte und ihre Geschichte
Im 11. Jahrhundert war Jan van Arkel ein mächtiger Herr in dieser Region. Er ist der Stammvater eines Rittergeschlechtes, das bis ins 15. Jahrhundert viel Einfluss hatte. Man geht davon aus, dass Leerbroek und Nieuwland von ihm gestiftet wurden (ca. 1025).
Fast alle Orte in Zederik haben eine Dorfkirche aus dem Spätmittelalter.
Die Orte in der Gemeinde sind:
- Ameide: Der Ort war 1277–1527 Stadt. Das Rathaus (1644) ist Mittelpunkt der malerischen Ortsmitte. Jährlich findet schon seit dem 17. Jahrhundert ein Pferdemarkt statt.
- Hei- en Boeicop: Dorf mit einer historischen Windmühle und einer Kirche aus dem 15. Jahrhundert.
- Leerbroek: Dorf gegründet 1020–1025 durch Jan van Arkel.
- Lexmond: Im Dorf gibt es eine international arbeitende künstliche Inseminationsstation für Rindvieh.
- Meerkerk liegt nahe der Autobahn und ist Sitz der Gemeindeverwaltung. Von hier aus kann man, an einem alten Flusslauf entlang, eine Radtour nach Ameide machen.
- Nieuwland: Dorf mit einem Jachthafen und einer Kirche aus dem 11. Jahrhundert.
- Tienhoven: Dorf in der Nähe von Ameide.

## Politik

### Fusion
Zederik wurde zum 1. Januar 2019 mit Leerdam ( Zuid-Holland) und Vianen ( Utrecht) zur neuen Gemeinde Vijfheerenlanden zusammengeschlossen. Dies ergab ein Beschluss vom 10. November 2015. Da die Gemeinden Leerdam und Zederik in der Provinz Südholland lagen und sich Vianen in der Provinz Utrecht befand, musste zunächst entschieden werden, zu welcher Provinz die neue Gemeinde gehören soll. Die Mehrheit wählte die Provinz Utrecht.

### Sitzverteilung im Gemeinderat
Die Kommunalwahlen vom 19. März 2014 ergaben folgende Sitzverteilung:
| Partei                                | Sitze | Sitze | Sitze | Sitze |
| Partei                                | 2002  | 2006  | 2010  | 2014  |
| ------------------------------------- | ----- | ----- | ----- | ----- |
| CDA                                   | 5     | 4     | 4     | 4     |
| SGP                                   | 2     | 2     | 2     | 3     |
| Vrije Kiesvereniging Gemeentebelangen | 2     | 2     | 2     | 3     |
| ChristenUnie                          | 2     | 2     | 2     | 2     |
| VVD                                   | 2     | 2     | 2     | 2     |
| PvdA                                  | 2     | 3     | 2     | 1     |
| Lijst-van Belle                       | —     | —     | 1     | —     |
| Gesamt                                | 15    | 15    | 15    | 15    |

Aufgrund der Fusion zum 1. Januar 2019 fanden die Wahlen für den Rat der neuen Gemeinde Vijfheerenlanden am 21. November 2018 statt.

### Bürgermeister
Vom 17. Oktober 2016 bis zum Zeitpunkt der Gemeindeauflösung war André Bonthuis (PvdA) kommissarischer Bürgermeister der Gemeinde. Zu seinem Kollegium zählten die Beigeordneten Maks van Middelkoop (CDA), Arie Donker (SGP), Herman van Santen (VVD) sowie die Gemeindesekretärin Nanette van Ameijde und dessen Stellvertreter Joop Koetsenruijter.

## Bilder

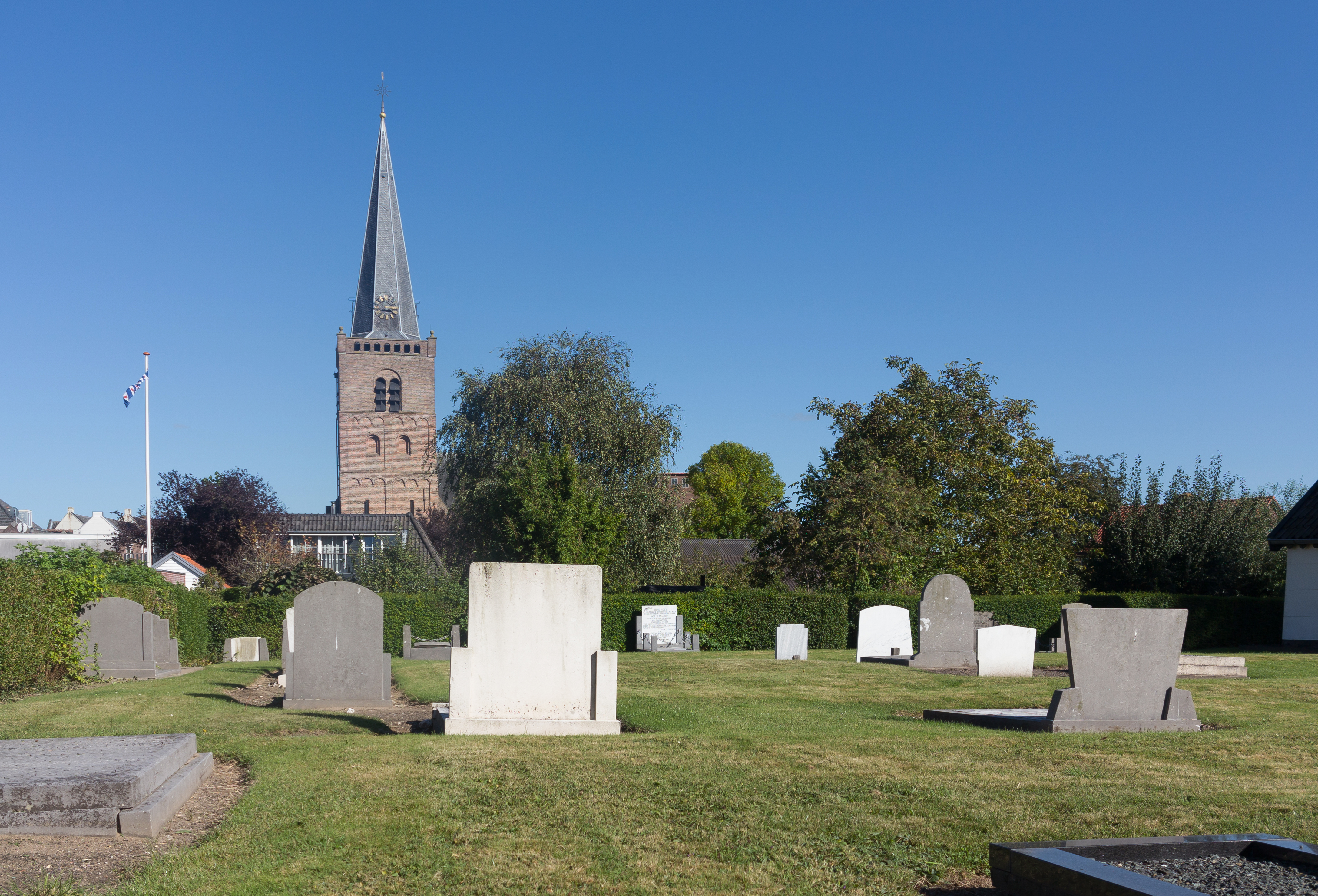
Ameide, Turm der reformierte Kirche
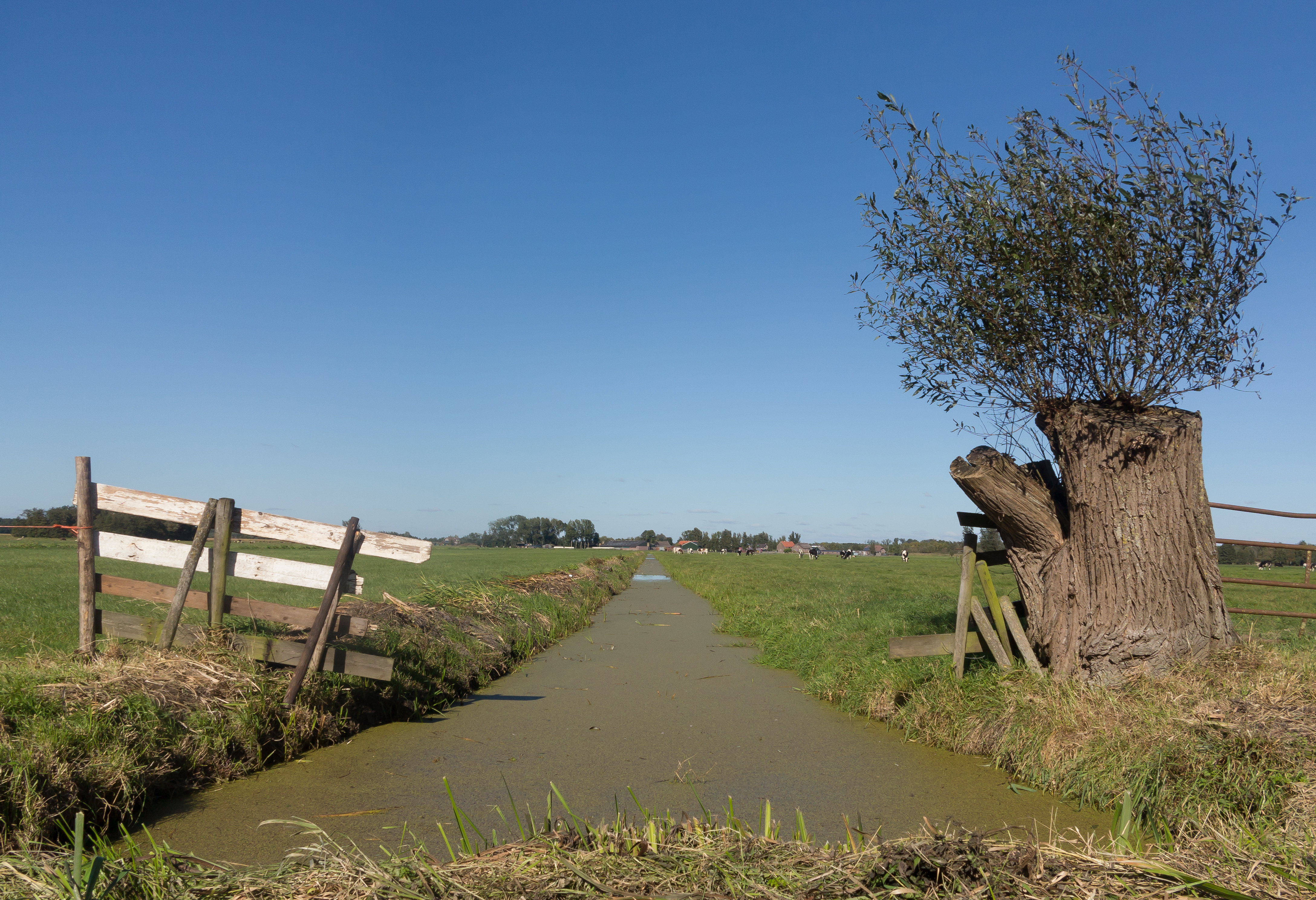
Graben in polder zwischen Ameide und Meerkerk
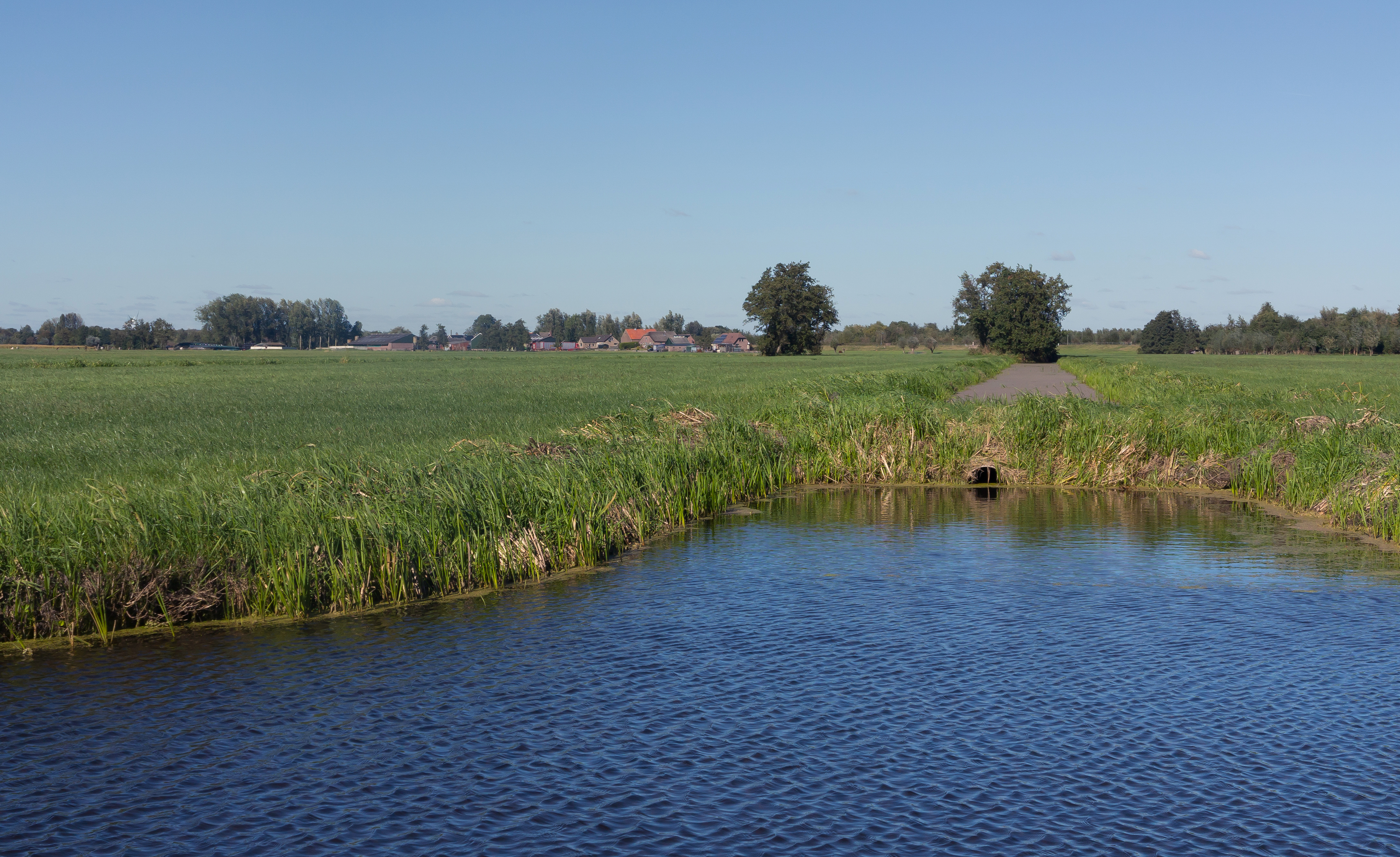
Graben in Polder zwischen Meerkerk und Ameide